# Perisperm
Als Perisperm bezeichnet man in pflanzlichen Samen ein Nährgewebe, das aus dem Nucellus hervorgeht. Bei Seerosengewächsen, Pfeffergewächsen und Ingwerartigen besteht es neben dem Endosperm. Dagegen dient es bei vielen Nelkenartigen als alleiniges Nährgewebe. Das Perisperm ist im Unterschied zum meist triploiden Endosperm diploid, und es besteht hauptsächlich aus Stärke. 
Ähnlich ist das seltene Chalazosperm, welches ebenfalls diploid ist und aus der an den Nucellus angrenzenden Chalaza hervorgeht. Dieses kann alleine oder zusammen mit dem Perisperm vorkommen, wenn kein Endosperm vorhanden ist.